# Josef Ganda
Josef Ganda (in ebraico ג'וזף גנדה‎?; 10 marzo 1997) è un calciatore israeliano, centrocampista del Teutonia Ottensen.

## Carriera

### Club
Ha giocato nella seconda divisione tedesca e nella prima divisione dei campionati israeliano ed austriaco.

### Nazionale
Ha giocato nella nazionale israeliana Under-19.